# El Ghicha
El Ghicha là một đô thị thuộc tỉnh Laghouat, Algérie. Dân số thời điểm năm 2002 là 5.719 người.